# Tobias Scherbarth

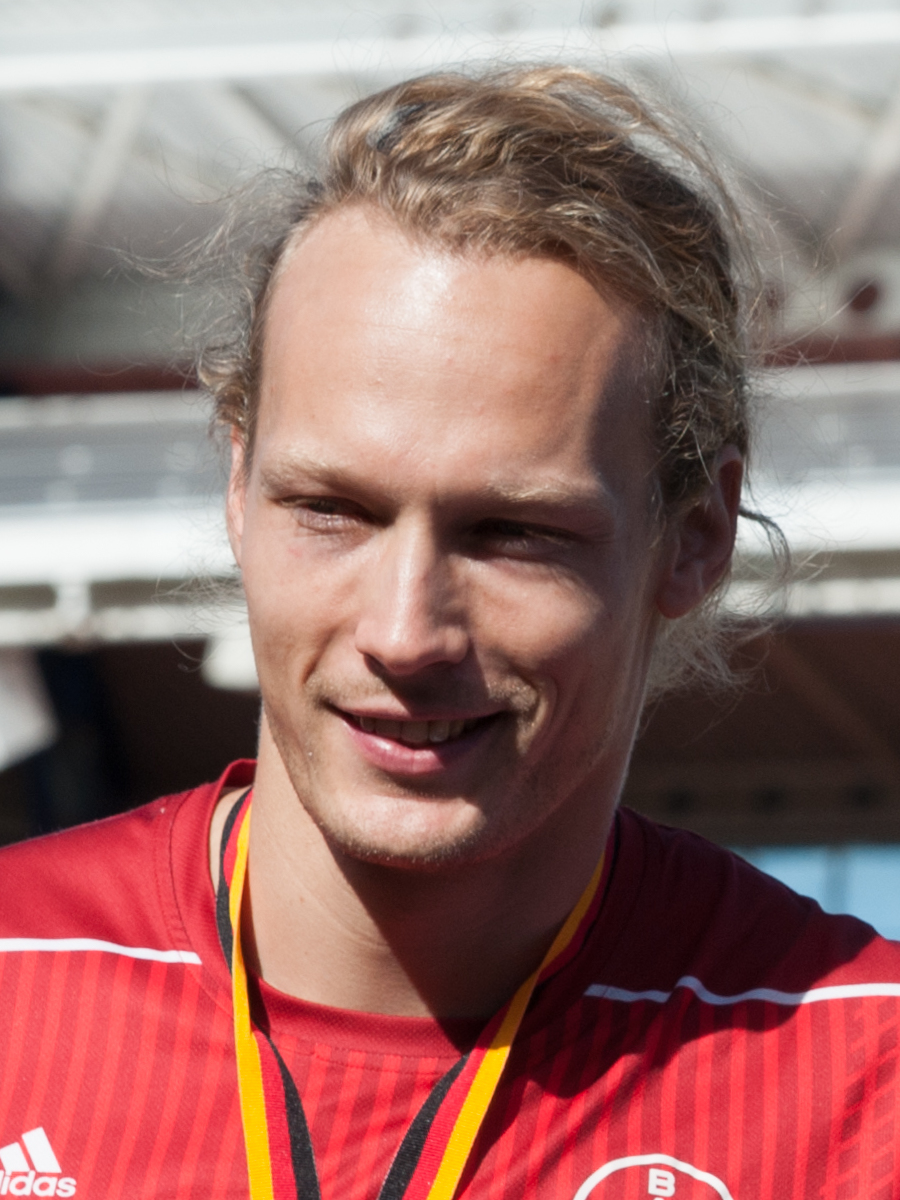
Scherbarth bei der DM 2015

Tobias Scherbarth (* 17. August 1985 in Leipzig) ist ein ehemaliger deutscher Stabhochspringer.

## Berufsweg
Scherbarth studierte an der Deutschen Sporthochschule Köln und hat neben dem Diplom als Sportwissenschaftler auch einen Master in Sport-Management. Scherbarth will beruflich als Trainer, Manager oder Meeting-Organisator bei der Leichtathletik bleiben und begann zunächst Ende September 2018 im Bundesleistungszentrum Kienbaum eine A-Trainer-Ausbildung.

## Sportliche Laufbahn
Tobias Scherbarth begann seine sportliche Laufbahn beim SC DHfK Leipzig, wechselte 2000 zum LAZ Leipzig und schloss sich 2005 wegen der besseren Trainingsbedingungen dem TSV Bayer 04 Leverkusen an. Seither trainierte er bei Leszek Klima.
Gleich in seinem ersten Jahr in Leverkusen steigerte sich Scherbarth von 4,80 m auf 5,42 m und über 5,55 m im Jahr 2006 auf 5,60 m in 2007. 
2008 verbesserte er sich im Freien nur unwesentlich, seine Saisonbestleistung von 5,61 m stellte er am 17. August 2008 in polnischen Międzyzdroje auf, allerdings hatte er zu Anfang des Jahres in der Halle schon 5,75 m überquert und war Dritter beim Hallen-Europacup in Moskau geworden. 
Eine weitere Steigerung kam 2009, zunächst in der Halle im Februar in Stuttgart mit 5,76 m und dann im Freien auf 5,70 m bei den deutschen Meisterschaften in Ulm. Er wurde nach seinem zweiten Platz für die Weltmeisterschaften 2009 nominiert. Fünf Tage später, am 9. Juli 2009 zog er sich bei der Universiade in Belgrad einen Bruch des Mittelfußes zu und musste seine Teilnahme an den Weltmeisterschaften absagen. In der Hallensaison konnte er wegen der Folgen des Bruches nicht starten und trat erst im Mai 2010 wieder bei einem Wettkampf an. Dabei verbesserte Scherbarth gleich zum Saisonauftakt beim Stabhochsprung-Meeting in Engen seine persönliche Bestleistung auf 5,71 m. Ein erneuter Fußbruch mit einem Bänderriss am 26. Juni 2010 verhinderte den Start des bis dahin Jahresbesten unter den deutschen Stabhochspringern bei den Europameisterschaften in Barcelona.
Nach längerer Verletzungspause folgten seine erfolgreichsten Wettkampfjahre, so gewann Scherbarth bei den Deutschen Meisterschaften 2014 in Ulm seinen ersten nationalen Titel, in der Hallensaison 2015 folgte der Indoor-Titel. Im selben Jahr qualifizierte er sich für die Weltmeisterschaften, dort schaffte er es nach Saisonbestleistung im Vorkampf (5,70 m) bis ins Finale und belegte Platz sieben.
2016 wurde Scherbarth in Kassel erneut Deutscher Meister mit 5,70 m und sicherte sich durch die Erreichung der Norm die Teilnahme an den Olympischen Spielen in Rio de Janeiro, wo er allerdings bereits in der Qualifikation ausschied. Trotz erfüllter Norm wurde er nicht für die Leichtathletik-Europameisterschaften 2018 nominiert. Beim Domspringen in Aachen 2018 bestritt Scherbarth seinen letzten Wettkampf und gab sein Karriereende bekannt.
Scherbarth ist 1,95 m groß und hatte ein Wettkampfgewicht von 81 kg. Seine Hobbys sind Basketball und Wellenreiten.

## Bestleistungen
- Stabhochsprung (Freiluft): 5,75 m, 24. Juni 2016, Leverkusen[12]
- Stabhochsprung (Halle): 5,76 m, 7. Februar 2009, Stuttgart